# Natham
Natham là một thị xã panchayat của quận Dindigul thuộc bang Tamil Nadu, Ấn Độ.

## Nhân khẩu
Theo điều tra dân số năm 2001 của Ấn Độ, Natham có dân số 22.532 người. Phái nam chiếm 50% tổng số dân và phái nữ chiếm 50%. Natham có tỷ lệ 69% biết đọc biết viết, cao hơn tỷ lệ trung bình toàn quốc là 59,5%: tỷ lệ cho phái nam là 76%, và tỷ lệ cho phái nữ là 61%. Tại Natham, 12% dân số nhỏ hơn 6 tuổi.